# Long Hills
Die Long Hills sind eine Gruppe von Hügeln und Felszungen von rund 10 km Länge im westantarktischen Marie-Byrd-Land. Sie ragen auf halbem Weg zwischen der Wisconsin Range und der Ohio Range in den Horlick Mountains des Transantarktischen Gebirges auf. 
Das Gebiet wurde vom United States Geological Survey und mithilfe von Luftaufnahmen der United States Navy aus den Jahren 1958 bis 1960 kartografisch erfasst. Das Advisory Committee on Antarctic Names benannte die Gruppe 1962 nach dem Geologen William Ellis Long (* 1930), der zwischen 1958 und 1962 an mehreren Forschungsreisen zu den Horlick Mountains teilgenommen hatte.